# Шведска на Европском првенству у атлетици на отвореном 1934.
Шведска је учествовала на 1. Европском првенству у атлетици на отвореном 1934. од 7. до 9. јуна 1934. на стадиону Бенито Мусолини у Торину (Италија). Била је једна од 23 земље учеснице чланице ЕАА. Шведску је представљао 18 атлетичара који су се такмичили у  11 дисциплина.
У укупном пласману Шведска је са 5 овојених медаља (1 златна, 4 сребрне и 3 бронзана) заузела 6 место од 15 земаља које су освајале медаље. На првенству је учествовале 23 земаља чланица ЕАА.
У табели успешности (према броју и пласману такмичара који су учествовали у финалним такмичењима (првих 8 такмичара)) Француска је са 15 учешћа у финалу заузела 5 место са 80 бодова, од 18 земаља које су имале представнике у финалу.
| Пл. | Земља   | 1. место | 2. место | 3. место | 4. место | 5. место | 6. место | 7. место | 8. место | Бр. фин. | Бодови |
| --- | ------- | -------- | -------- | -------- | -------- | -------- | -------- | -------- | -------- | -------- | ------ |
| 5.  | Шведска | 1 - 8    | 4 - 28   | 3 - 18   | 3 - 15   | 2 - 8    | 0 - 0    | 1 - 2    | 1 - 1    | 15       | 80     |

Атлетичари Шведске оборили су ... националниа рекорда.

## Учесници
| Бр. | Дисциплина    | Мушкарци                                                     | Укупно |
| --- | ------------- | ------------------------------------------------------------ | ------ |
| 1.  | 400 м         | Бертил фон Вахенфелт Свен Стремберг                          | 2      |
| 2.  | 800 м         | Ерик Ни Ерик Венберг                                         | 2      |
| 3.  | Маратон       | Торе Енохсон                                                 | 1      |
| 4.  | 110 м препоне | Стен Петерсон                                                | 1      |
| 5   | 4 х 400 м     | Свен Стремберг¹ Пер Пил Густав Ериксон Бертил фон Вахенфелт¹ | 2 (4)  |

| Бр. | Дисциплина     | Мушкарци                      | Укупно  |
| --- | -------------- | ----------------------------- | ------- |
| 6.  | Скок мотком    | Бо Јунгберг Хенри Линдблад    | 2       |
| 6.  | Скок удаљ      | Ерик Свенсон                  | 1       |
| 7.  | Троскок        | Ерик Свенсон¹ Бо Јунгберг¹    | 0 (2)   |
| 8.  | Бацање кугле   | Самуел Норби Валфрид Рамквист | 2       |
| 9.  | Бацање диска   | Харалд Андерсон Антон Карлсон | 2.      |
| 10. | Бацање кладива | Гунар Јансон Осјан Шелд       | 2       |
| 11. | Десетобој      | Лејф Далгрен                  | 1       |
|     | Укупно (11)    | 18 (21)                       | 18 (21) |

- Такмичари означени бројем су учествовали у још онолико дисциплина колики је број.

## Освајачи медаља

### Злато (1)
- Харалд Андерсон — Бацање диска

### Сребро (4)
- Торе Енохсон — Маратон
- Бо Јунгберг — Скок мотком
- Ерик Свенсон — Троскок
- Лејф Далгрен — Десетобој

### Бронза (3)
- Бертил фон Вахенфелт — 400 м
- Свен Стромберг, Пеле Пил, Густав Ериксон, Бертил фон Вахенфелт — 4 х 400 м
- Гунар Јансон — Бацање кладива

## Резултати
| Атлетичар                                                   | Дисциплина    | ЛР    | Квалификације | Квалификације | Полуфинале           | Полуфинале | Финале               | Финале       | Детаљи |
| Атлетичар                                                   | Дисциплина    | ЛР    | Резултат      | Место         | Резултат             | Место      | Резултат             | Место        | Детаљи |
| ----------------------------------------------------------- | ------------- | ----- | ------------- | ------------- | -------------------- | ---------- | -------------------- | ------------ | ------ |
| Бертил фон Вахенфелт                                        | 400 м         |       | 49,1          | 2. у гр. 3 КВ |                      |            | 48.0 НР              |              | [ 3 ]  |
| Свен Стремберг                                              | 400 м         |       | 49,4          | 4. у гр. 1 КВ | Није се квалификовао | 10. / 13   | [ 3 ]                |              |        |
| Ерик Ни                                                     | 800 м         |       | 1:53.0        | 2. у гр. 3 КВ | 1:52,4               | 4 / 12     | [ 3 ]                |              |        |
| Ерик Венберг                                                | 800 м         |       | 1:58,7        | 1. у гр. 1 КВ | 1:53,1               | 5. / 12    | [ 3 ]                |              |        |
| Торе Енохсон                                                | маратон       |       |               |               |                      |            | 2.54:35,6 ЛР         |              | [ 3 ]  |
| Стен Петерсон                                               | 110 м препоне |       | 15,3          | 3. у гр. 2 КВ | 15.1                 | 4. у гр. 1 | Није се квалификовао | 7. / 14 (17) | [ 3 ]  |
| Свен Стремберг Per Pihl Густав Ериксон Бертил фон Вахенфелт | 4 х 400 м     |       |               |               |                      |            | 3:16,6               |              | [ 3 ]  |
| Бо Јунгберг                                                 | скок мотком   |       | 3.60 КВ       | =1. у гр. 1   |                      |            | 4.00 ЛРС             |              | [ 3 ]  |
| Хенри Линдблад                                              | скок мотком   |       | 3,60 КВ       | =1. у гр. 1   | 3,80 ЛР              | =7. / 11   | [ 3 ]                |              |        |
| Ерик Свенсон                                                | скок удаљ     |       |               |               |                      |            | 6,73                 | 10. / 15     | [ 3 ]  |
| Ерик Свенсон                                                | троскок       | 15,32 | 14,83 ЛРС     |               | [ 3 ]                |            |                      |              |        |
| Бо Јунгберг                                                 | троскок       | 14,73 | 14,01         | 8. / 10 (11)  | [ 3 ]                |            |                      |              |        |
| Самуел Норби                                                | кугла         |       | 15,10 ЛР      | 4. / 13       | [ 3 ]                |            |                      |              |        |
| Валфрид Рамквист                                            | кугла         |       | 15,01 ЛР      | 5. / 13       | [ 3 ]                |            |                      |              |        |
| Харалд Андерсон                                             | диск          | 52,42 | 50,38         |               | [ 3 ]                |            |                      |              |        |
| Антон Карлсон                                               | диск          |       | 43.89 ЛР      | 9. / 11       | [ 3 ]                |            |                      |              |        |
| Гунар Јансон                                                | кладиво       |       | 47,85 ЛР      |               | [ 3 ]                |            |                      |              |        |
| Осјан Шелд                                                  | кладиво       |       | 47,42 ЛР      | 9. / 11       | [ 3 ]                |            |                      |              |        |

десетобој
| Атлетичар    | Дисциплина | 100 м | СД   | КУ    | СВ   | 400 м | 110 пр | ДИ    | СМ   | КО    | 1.500 м | Финале           | Пласман |
| ------------ | ---------- | ----- | ---- | ----- | ---- | ----- | ------ | ----- | ---- | ----- | ------- | ---------------- | ------- |
| Лејф Далгрен | Резултати  | 11,8  | 6,47 | 12,99 | 1,84 | 51,0  | 15,8   | 38,83 | 3,30 | 52,60 | 4:46,8  | 6.490 (7.770,83) |         |

- Жутом бојом је истакнут најбољи резултат од свих талмичара у тој дисциплини.

## Биланс медаља Шведске после 1. Европског првенства на отвореном 1934.
|    | ЕП    |   |   |   |   | УП  |
| 1. | 1934. | 1 | 2 | 2 | 5 | 7.. |
| -- | ----- | - | - | - | - | --- |

|    | Атлетичар-ка]        |   |   |   |   |
| -- | -------------------- | - | - | - | - |
| 1. | Бертил фон Вахенфелт | 0 | 0 | 2 | 2 |